# Charly (film)
Charly (stylizowany jako CHAЯLY) – amerykański film z 1968 roku w reżyserii Ralpha Nelsona. Wystąpili w nim Cliff Robertson (Oscar za rolę tytułową), Claire Bloom, Lilia Skala, Leon Janney oraz Dick Van Patten. Dramat ukazuje historię niepełnosprawnego intelektualnie piekarza, który jest obiektem eksperymentu mającego na celu podniesienie poziomu ludzkiej inteligencji. Scenarzysta Stirling Silliphant dokonał adaptacji filmowej powieści  Kwiaty dla Algernona autorstwa Daniela Keyesa. Zdjęcia kręcono w Bostonie.
Polska premiera odbyła się w styczniu 1972 roku w ramach podwójnego pokazu z animowaną Zawiścią Lechosława Marszałka z 1971 roku.

## Fabuła
Charly Gordon (Cliff Robertson) jest umysłowo niepełnosprawnym mężczyzną, który żyje na własną rękę i pracuje jako dozorca w piekarni. Zaczyna on brać udział w testach inteligencji w lokalnej klinice badań, by ustalić, czy jest właściwym kandydatem na doświadczalne leczenie mające na celu wzrost inteligencji pacjenta. Gordon bierze udział w potyczce między nim a myszą o imieniu Algernon. Konfrontację tą Charly ciągle przegrywa, jednak jego nauczycielka, Alice Kinian (Claire Bloom) przekonuje klinikę, by go leczyła. Terapia staje się skuteczna, a mężczyzna staje się coraz bystrzejszy, aż do momentu uzyskania poziomu geniusza. Jego niezrównana inteligencja powoduje, że badany sam bierze udział w programie leczenia. Charly pogłębia później związek z Alice.

## Obsada
- Cliff Robertson – Charly Gordon
- Claire Bloom – Alice Kinian
- Lilia Skala – dr. Anna Straus
- Leon Janney – dr. Richard Nemur
- Ruth White – pani Apple
- Dick Van Patten (w filmie jako Richard Van Patten) – Bert
- Edward McNally (jako Skipper McNally) – Gimpy
- Barney Martin – Hank
- William Dwyer – Joey
- Dan Morgan – Paddy

## Historia produkcji

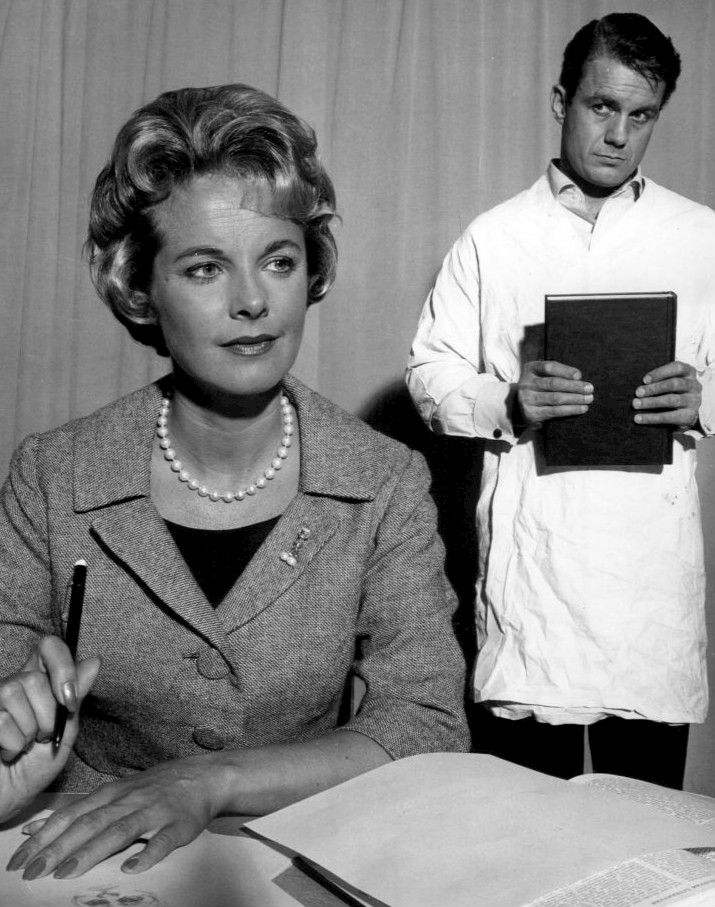
Zdjęcie z telewizyjnego przedstawienia Dwa światy Charliego Gordona (1961) z Moną Freeman w roli Alice

Na podstawie powieści powstała wcześniej w 1961 roku telewizyjna adaptacja Dwa światy Charliego Gordona, w której Robertson zagrał główną rolę. Aktor kupił prawa do fabuły z nadzieją zagrania także w wersji filmowej.
Do napisania scenariusza Robertson pierwotnie zatrudnił Williama Goldmana, który wcześniej stworzył Nie traktuje się tak damy, i zapłacił pisarzowi 30 tys. dolarów z własnej kieszeni. Nie był jednak zadowolony z pracy Goldmana i wtedy wynajął Stirlinga Silliphanta, by stworzył scenariusz filmu.

## Box office
Film stał się hitem, zarabiając 7¼ mln $ w kinach podczas wejścia na ekrany w Ameryce Północnej, dodatkowo zarobił 1¼ mln dolarów za oceanem. Charly był na 16. miejscu wśród najbardziej dochodowych filmów 1968 roku.

## Nagrody
Podczas 41. ceremonii rozdania Nagród Akademii Robertson odebrał Oscara dla najlepszego aktora pierwszoplanowego, co było powodem wielu kontrowersji. Blisko dwa tygodnie po wręczeniu nagród filmowych w artykule magazynu Time napisano o ogólnikowych opiniach Akademii dotyczących z „nadmiernego i ordynarnego zabiegania o głosy” i stwierdzono, że „wielu członków zgodziło się, że nagroda Robertsona była oparta bardziej na promocji aniżeli samym występie”.